# Lista de prêmios e indicações recebidos por Shania Twain
Esta é a lista de prêmios e indicações recebidos pela cantora Shania Twain, que já vendeu mais de 80 milhões de discos em todo o mundo. Recentemente Shania foi honrada com o prêmio Canadian Music Hall of Fame no Juno Awards. 
ABC Radio Networks Country Music Awards
- Female Video Artist of the Year - The Woman In Me, 1995

Academy of Country Music Awards (ACM's)
- Album of the Year - The Woman In Me, 1996
- Top New Female Vocalist, 1996
- Double-Diamond Award - The Woman In Me and Come On Over (Back to back albums selling over 10 million copies each in the U.S.), 1999
- Entertainer of the Year, 2000

American Music Awards (AMA's)
- Favorite New Country Artist, 1996
- Favorite Female Country Artist, 1997
- Favorite Female Country Artist, 1999
- Favorite Female Country Artist, 2000
- Favorite Female Pop/Rock Artist, 2000

AOL Online Music Awards
- Hottest Country Video - Any Man Of Mine, 1996

Bambi Awards (Germany)
- International Pop Female Artist of the Year, 2004

Best Sellers By NY Times
- Apesar de não ser um prêmio físico, entrar na lista dos Best Sellers é como um prêmio para um escritor, e o livro “From This Moment On” entrou nessa lista ficando na posição de número 5 em 22 de maio, 2011

Big Country Music Awards 
- Songwriter of the Year – Shania Twain and R.J. “Mutt” Lange, 1996
- Best Song – Any Man Of Mine, 1996
- Best Female Artist, 1996
- Best Album – The Woman In Me, 1996
- Best Canadian Country Artist, 1999
- Best Female Vocalist Of The Year, 1999

Billboard Music Awards
- Country Album of the Year - The Woman In Me, 1996
- Female Country Artist of the Year, 1996
- Best Selling Country Single - You're Still The One, 1998
- Female Artist of the Year (All categories), 1998
- Hot 100 Singles Female Artist, 1998
- Country Artist of the Year, 2003
- Country Album of the Year - Up!, 2003
- Country Albums Artist of the Year, 2003
- Album of the year - Greatest Hits, 2005

Billboard Hot-100 50th Anniversary
- The Billboard Hot 100 All-Time Top Songs ranked #66 for " You're Still The One ", 2008
- Top Billboard Hot 100 Country Songs ranked #3 for " You're Still The One ", 2008
- Songs With The Most Weeks at No. 2 Without Reaching No. 1 ranked #4 for " You're Still The One ", 2008

Billboard Music Video Awards
- Best Country Clip - You're Still The One, 1998

Blockbuster Entertainment Awards
- Favorite New Country Artist, 1996
- Favorite Female Country Artist, 1999
- Favorite Single - You're Still The One, 1999
- Favorite Female Country Artist, 2000

BMI Songwriter Awards (U.S.)
- One Of The Most Performed Songs Of The Year – “(If You’re Not In It For Love) I’m Outta Here!”, 1996
- One Of The Most Performed Songs Of The Year – “Any Man Of Mine”, 1996
- One Of The Most Performed Songs Of The Year – “No One Needs To Know”, 1997
- One Of The Most Performed Songs Of The Year – “Love Gets Me Every Time”, 1998
- One Of The Most Performed Songs Of The Year – “Don’t Be Stupid (You Know I Love You)”, 1999
- One Of The Most Performed Songs Of The Year – “From This Moment On”, 1999
- One Of The Most Performed Songs Of The Year – “Honey, I’m Home”, 1999
- One Of The Most Performed Songs Of The Year – “You’re Still The One”, 1999
- Song Of The Year – “You’re Still The One”, 1999
- Songwriter Of The Year, 1999
- One Of The Most Performed Songs Of The Year – “Come On Over”, 2000
- One Of The Most Performed Songs Of The Year – “Man! I Feel Like A Woman!”, 2000
- One Of The Most Performed Songs Of The Year – “That Don’t Impress Me Much”, 2000
- Songwriter Of The Year, 2000
- One Of The Most Performed Songs Of The Year – “You’ve Got A Way”, 2001
- One Of The Most Performed Songs Of The Year – “I’m Gonna Getcha Good!”, 2003
- One Of The Most Performed Songs Of The Year – “Forever And For Always”, 2004
- One Of The Most Performed Songs Of The Year – “She’s Not Just A Pretty Face”, 2004
- Song Of The Year – “Forever And For Always”, 2004
- One Of The Most Performed Songs Of The Year – “It Only Hurts When I’m Breathing”, 2005
- One Of The Most Performed Songs Of The Year – “Party For Two” (featuring Billy Currington), 2005

BMI POP AWARDS (U.S.)
- One Of The Most Performed Songs Of The Year – “(If You’re Not In It For Love) I’m Outta Here!”, 1995
- One Of The Most Performed Songs Of The Year – “Any Man Of Mine”, 1995
- One Of The Most Performed Songs Of The Year – “Any Man Of Mine”, 1996
- One Of The Most Performed Songs Of The Year – “Whose Bed Have Your Boots Been Under?”, 1996
- One Of The Most Performed Songs Of The Year – “From This Moment On”, 1999
- One Of The Most Performed Songs Of The Year – “Love Gets Me Every Time”, 1999
- One Of The Most Performed Songs Of The Year – “You’re Still The One”, 1999
- Songwriter Of The Year 1999-Song Of The Year – “You’re Still The One”, 1999
- One Of The Most Performed Songs Of The Year – “From This Moment On”, 2000
- One Of The Most Performed Songs Of The Year – “Man! I Feel Like A Woman!”, 2000
- One Of The Most Performed Songs Of The Year – “That Don’t Impress Me Much”, 2000
- One Of The Most Performed Songs Of The Year – “You’re Still The One”, 2000
- One Of The Most Performed Songs Of The Year – “You’ve Got A Way”, 2000
- Songwriter Of The Year, 2000
- One Of The Most Performed Songs Of The Year – “Forever And For Always”, 2004
- One Of The Most Performed Songs Of The Year – “I’m Gonna Getcha Good!” , 2004
- One Of The Most Performed Songs Of The Year – “Forever And For Always”, 2005

BMI LONDON AWARDS
- Million-Air Certificate – “From This Moment On” (3 million performances), 2004
- Million-Air Certificate – “Honey, I’m Home” (2 million performances), 20004
- Million-Air Certificate – “Man! I Feel Like A Woman!” (3 million performances), 2004
- Million-Air Certificate – “That Don’t Impress Me Much” (3 million performances), 2004
- Million-Air Certificate – “You’re Still The One” (5 million performances), 2004
- Song Of The Year – “Forever And For Always”, 2004
- Million-Air Certificate – “(If You’re Not In It For Love) I’m Outta Here!” (3 million performances), 2005
- Million-Air Certificate – “Forever And For Always” (2 million performances), 2005
- One Of The Most Performed Songs Of The Year – “Forever And For Always” (Pop award), 2005
- One Of The Most Performed Songs Of The Year – “It Only Hurts When I’m Breathing” (Country award), 2005
- Million-Air Certificate – “Whose Bed Have Your Boots Been Under?” (3 million performances), 2006
- Million-Air Certificate – “You’re Still The One” (6 million performances), 2006
- One Of The Most Performed Songs Of The Year – “Party For Two” (Country award), 2006
- Million-Air Certificate – “Any Man Of Mine” (4 million performances), 2007
- Million-Air Certificate – “Forever And For Always” (3 million performances), 2008
- Million-Air Certificate – “That Don’t Impress Me Much” (4 million performances), 2008
- Million – Air Certificate – “Man! I Feel Like A Woman!” (4 million performances), 2008

Cactus Awards (ChartCountry.com)
- Canadian Artist Of The Year, 2004
- Female Artist Of The Year, 2005
- Canadian Artist Of The Year, 2005

Canadian Country Music Association Awards (CCMA's)
- Album of the Year - The Woman In Me, 1995
- Female Vocalist of the Year, 1995
- Single of the Year - Any Man Of Mine, 1995
- SOCAN Song of the Year - Whose Bed Have Your Boots Been Under?, 1995
- Video of the Year - Any Man Of Mine, 1995
- NCN Fan's Choice Entertainer of the Year, 1996
- Female Vocalist of the Year, 1996
- Video of the Year - (If You're Not In It For Love) I'm Outta Here!, 1996
- Special Achievement Award - The Woman In Me (Top selling album by a female country artist ever, selling over 12 million copies worldwide), 1997
- Top Selling Album - The Woman In Me, 1997
- CMT Maple Leaf Foods Fan's Choice Award - Entertainer of the Year, 1998
- Female Vocalist of the Year, 1998
- Album of the Year - Come On Over, 1998
- Single of the Year - You're Still The One, 1998
- Top-Selling Album of the Year - Come On Over, 1998
- Video of the Year - Don't Be Stupid (You Know I Love You), 1998
- CMT Maple Leaf Foods Fan's Choice Award - Entertainer of the Year, 1999
- Female Vocalist of the Year, 1999
- Video of the Year - That Don't Impress Me Much, 1999
- Vocal/Instrumental Collaboration of the Year - From This Moment On, 1999
- Female Vocalist of the Year, 2003
- Video of the Year - I'm Gonna Getcha Good!, 2003
- Best-Selling Album - Up!, 2003
- Album of the Year - Up!, 2003
- Best TV Special or Program – “Up! Close And Personal”, 2004
- Top Selling Album – Greatest Hits, 2005

Canadian Radio Music Awards
- Songwriter Award, 2004
- Chart Topper Award, 2004
- Chart Topper Award, 2005
- Chart Topper Awards, 2006

Country Music Association Awards (CMA's) - (U.S.)
- CMA International Artist Achievement, 1999
- Entertainer of the Year, 1999

Country Music Association Awards (CMA's) - (France)
- Best Live Performer, 2004

CMT (Canada)
- # 6 of Top 12 Videos Of 1995 - Any Man Of Mine
- # 3 of Top 12 Videos of 1996 - (If You're Not In It For Love) I'm Outta Here!
- # 5 of Top 12 Videos of 1996 -You Win My Love
- # 10 of Top 12 Videos of 1996 - No One Needs To Know
- Female Video Artist of the Year, 1996
- Female Video Artist of the Year, 1998

CMT (Europe)
1. Rising Star, 1993
2. Female Artist of the Year, 1996
3. Video of the Year - Any Man Of Mine, 1996

CMT (Latin America)
- Female Artist of the Year, 1998
- Video of the Year - You're Still The One, 1998

CMT (Pacific)
- Female Artist of the Year, 1998

CMT (U.S.)
- Female Artist of the Year, 1996
- Female Artist of the Year, 1998
- Female Artist of the Year, 1999

CMT Flameworthy Awards (U.S.)
- Concept Video of the Year - I'm Gonna Getcha Good!, 2003
- Female Video of the Year - Forever and For Always, 2004

Country Music Radio Awards
- Best Female Artist, 1995
- Best Single of the Year - Any Man Of Mine, 1995

Echo (Alemanha)
- Best International Female Artist, 2004

Edison Awards (Netherlands)
- Best International Female Artist, 2000

First Americans in the Arts
- Outstanding Musical Achievement Award, 1996

Gazette Net Country Awards
- Most Popular Female Artist, 1999

Gold Award (Belgium)
- Gold Award - Up!, 2003

Golden Pick Awards
- Favorite Album - The Woman In Me, 1996
- Favorite Video of the Year - The Woman In Me (Needs The Man In You), 1996

Grammy Awards (U.S.)
- Best Country Album - The Woman in Me, 1996
- Best Country Song - You're Still The One, 1999
- Best Female Country Vocal Performance - You're Still The One, 1999
- Best Country Song - Come On Over, 2000
- Best Female Country Vocal Performance - Man! I Feel Like A Woman!, 2000

Grammy Awards (Danish)
- Best Foreign Hit - That Don't Impress Me Much, 2000

Great British Country Music Awards
- International Rising Star, 1996

IFPI Platinum Europe Awards
- Platinum Award for Come On Over (5 million in sales), 1999
- Platinum Award for Come On Over (6 million in sales), 2000
- Platinum Award for Come On Over (7 million in sales), 2001
- Platinum Award for Up! (1 million in sales), 2002
- Platinum Award for Up! (2 million in sales), 2003
- Platinum Award for Greatest Hits (1 million in sales), 2004

Jukebox Awards
- Country Single of the Year - Any Man Of Mine, 1996
- Songwriter of the Year, 1996

JUNO Awards (Canada's Grammys)
- Country Female Vocalist of the Year, 1996
- Entertainer of the Year, 1996
- Country Female Vocalist of the Year, 1997
- Juno International Achievement Award, 1997
- Country Female Vocalist of the Year, 1998
- Best Country Female Vocalist, 1999
- Best Country Female Artist, 2000
- Best Songwriter, 2000
- Country Recording - I'm Gonna Getcha Good!, 2003
- Artist of the Year, 2003
- Fan's Choice Award, 2003
- Country Recording of the Year - Up!, 2004
- Canadian Music Hall of Fame, 2011

M6 Awards (France)
- Best International Female Artist, 2000

Miscellaneous Awards
- Houston Live Stock Show & Rodeo, 1999

Modern Screen Magazine's Readers Ballot Awards
- Favorite Female Vocalist, 1999

MuchMusic Video Awards (Canada)
- MuchMoreMusic Video Award - Man! I Feel Like A Woman!, 2000
- MuchMoreMusic Video Award - Up!, 2003
- MuchMoreMusic Video Award - Party For Two, 2005

MTV Video Music Awards
- Nominated for Female Video of the Year - You're Still The One, 1998*

- Shania is the only Female Country Artist ever to be nominated for an MTV Video Music Award.

Muchmusic Video Awards (Canada)
- MuchMoreMusic Award – “Man! I Feel Like A Woman!”, 2000
- MuchMoreMusic Award – “Up!”, 2003
- MuchMoreMusic Award – “Party For Two” w/Mark McGrath, 2005

National Association of Record Merchandisers (NARM)
- Best Selling Country Record of the Year - Come On Over, 1999

Nashville Songwriters Association International (NSAI)
- Songwriter/Artist of the Year, 1998

Online Music Award
- Best New Country Artist, 1996

 Order Of Canada 
- A cantora Shania Twain foi condecorada pelo governo como oficial da Ordem do Canadá, o maior reconhecimento do país, durante cerimônia a ser celebrada em Ottawa.

People's Choice Awards (U.S.)
- Favorite Female Country Singer, 2004
- Favorite Female Musical Performer, 2000

Platinum Plaque from Portugal (Portugal)
- Platinum Plaque for 40,000 copies of Up! sold, 2003

Playboy's Reader Poll
- Best Country Album - Come On Over, 1999
- Female Country Artist of the Year, 1999
- Female Country Artist of the Year, 2000

Radio & Records Magazine
- Female Country Artist of the Year, 1999
- Female Country Artist Of The Year, 2003

Radio & Records' Trade Magazine Poll
- Best Country Album - The Woman In Me, 1996
- Best Female Country Vocalist, 1996
- Best New Country Artist, 1996
- Entertainer of the Year, 2000

 Rock and Roll Hall of Fame ROCK AND ROLL HALL OF FAME ( Os 200 álbuns definitivos)
- Álbum Come On Over está na 21ª posição que relaciona os melhores álbuns já produzidos por artistas ou bandas de toda a história da música mundial de acordo com os critérios do Rock and Roll Hall of Fame e da National Association of Recording Merchandisers (NARM). São adotados como critério pelos dois um bom desempenho de vendas e a continuidade do potencial com popularidade duradoura. Ficando na frente de verdadeiros monstros da música mundial como “The Beatles e Elvis Presley”

RPM's Big Country Music Awards (Canada)
- Best New Artist of the Year, 1995
- Album of the Year - The Woman In Me, 1996
- Country Artist of the Year, 1996
- Female Vocalist of the Year, 1996
- Song of the Year - Any Man Of Mine, 1996
- Songwriters of the Year - Shania Twain and R.J. "Mutt" Lange, 1996
- Best Album - Come On Over, 1998
- Canadian Country Artist of the Year, 1998
- Female Vocalist of the Year, 1999
- Best Canadian Country Artist, 1999

Sky Radio Airplay Award (Holland)
- Sky Radio Airplay Award, 2003

Smitty Award
- Most Innovative Use of Scent Marketing, 2013

Society of Composers, Authors and Music Publishers of Canada (SOCAN's)
- One of the Most Performed Songs of the Year - Any Man Of Mine, 1996
- One of the Most Performed Songs of the Year - Whose Bed Have Your Boots Been Under?, 1996
- One of the Most Performed Songs of the Year - (If You're Not In It For Love) I'm Outta Here!, 1997
- One of the Most Performed Songs of the Year - No One Needs To Know, 1997
- One of the Most Performed Songs of the Year - Don't Be Stupid (You Know I Love You), 1999
- One of the Most Performed Songs of the Year - From This Moment On, 1999
- One of the Most Performed Songs of the Year - You're Still The One, 1999
- One of the Most Performed Songs of the Year - From This Moment On, 2000
- One of the Most Performed Songs of the Year - Man! I Feel Like A Woman!, 2000
- One of the Most Performed Songs of the Year - That Don't Impress Me Much, 2000
- One of the Most Performed Songs of the Year - You're Still The One, 2000
- One of the Most Performed Songs of the Year - You've Got A Way, 2000

 Songwriter Achievement Awards
- Artist Of The Year, 1999
- Songwriter of The Year, 1999

VH1 Viewer's Choice Awards
- Sexiest Video - You're Still The One, 1998

VIVA Comet Awards (Germany)
- Best International Act, 2003

WB Radio Music Awards
- Country/Young Country Artist of the Year, 1999

World Music Awards
- World's Best Selling Female Country Artist, 1996
- World's Best Selling Canadian Artist, 2001

Yahoo! Internet Life Online Music Awards
- Favorite Country Artist, 1999

Shania Twain foi indicada para dezoito grammy, vencendo cinco.
| Categoria                                      | Canção/Álbum                   | Ano  | Resultado |
| ---------------------------------------------- | ------------------------------ | ---- | --------- |
| Artista revelação                              | -                              | 1996 | Indicada  |
| Melhor vocal country feminino                  | "Any Man of Mine"              | 1996 | Indicada  |
| Melhor canção country                          | "Any Man of Mine"              | 1996 | Indicada  |
| Melhor álbum country                           | The Woman in Me                | 1996 | Vencedora |
| Álbum do ano                                   | "You're Still the One"         | 1999 | Indicada  |
| Música do Ano                                  | "You're Still the One"         | 1999 | Indicada  |
| Album do ano                                   | "Come on Over"                 | 1999 | Indicada  |
| Melhor voz feminina em performance country     | "You're Still the One"         | 1999 | Vencedora |
| Melhor canção country                          | "You're Still the One"         | 1999 | Vencedora |
| Melhor álbum country                           | Come on Over                   | 1999 | Indicada  |
| Música do ano                                  | "You've Got a Way"             | 2000 | Indicada  |
| Melhor voz feminina em performance country     | "Man! I Feel like a Woman!"    | 2000 | Vencedora |
| Melhor canção country                          | "Come on Over"                 | 2000 | Vencedora |
| Melhor voz feminina em performance country     | "Forever and for Always"       | 2004 | Indicada  |
| Melhor Canção country                          | "Forever and for Always"       | 2004 | Indicada  |
| Melhor álbum country                           | Up!                            | 2004 | Indicada  |
| Melhor voz feminina em performance country     | "She's Not Just a Pretty Face" | 2005 | Indicada  |
| Melhor colaboração com outros artistas country | "Coat of Many Colors"          | 2005 | Indicada  |